# Johann Georg Knoll
Johann Georg Knoll (* um 1644 in Schwaben; † 11. November 1704 in Breslau, Fürstentum Breslau) war ein deutscher Architekt und Baumeister. Zu seinen Schülern gehörte u. a. der Architekt Christoph Hackner.

## Leben
Der aus Schwaben stammende Johann Georg Knoll kam 1662 nach Breslau, wo er zunächst in der Werkstatt des D. Roch arbeitete. Seit 1674 war er Mitarbeiter des Breslauer Baumeisters Matthäus Biener (1630–1692), dessen Tochter er heiratete.
Mit seinem ersten Entwurf für das Liegnitzer Jesuitenkolleg aus dem Jahre 1698 lieferte Knoll den entscheidenden Anstoß für die Entwicklung des schlesischen Barocks. Vorgesehen war eine zweitürmige Kuppelkirche mit eingeschwungener Fassade, nach dem Vorbild der Salzburger Dreifaltigkeitskirche. Auch Knolls vereinfachter Entwurf aus dem Jahre 1700 folgt noch dem Stil des 17. Jahrhunderts und zeigt ebenfalls den stilistischen Einfluss Fischer von Erlachs.
Im Auftrag des Breslauer Bischofs Franz Ludwig von Pfalz-Neuburg errichtete Knoll gemeinsam mit dem Maurermeister und Steinmetzen Siegmund Lindner 1696 bis 1701 auf der Breslauer Dominsel einen Reitstall und eine Reitschule, die als „Fürstlich-Bischöfliche Reitschule“ bezeichnet wurde. Das prunkvolle Gebäude wurde 1759 durch einen Brand zerstört.

## Werke (Auswahl)
- 1689–1698: Kirche zum Namen Jesu (später Matthiaskirche) in Breslau, bis 1692 gemeinsam mit Matthäus Biener; 1704–1706 Ausmalung durch Johann Michael Rottmayr.
- 1689–1702[3]: Ehemaliges Klarissenkloster St. Klara, Breslau, Ritterplatz (ab 1811 Ursulinenkirche und -kloster St. Klara und Hedwig, jetzt pl. biskupa Nankiera): Grundlegender Umbau des Ensembles im Stil des Barock.
- 1698: Ehemalige Prämonstratenserkirche St. Vinzenz, Breslau, Ritterplatz (jetzt Griechisch-katholische Kirche St. Vinzenz, pl. biskupa Nankiera): Anbau der barocken Vorhalle an der Südseite der Kirche.
- 1702: Mariensäule neben der St.-Vinzenz-Kirche
- 1700–1706: Neubau des Liegnitzer Jesuitenkollegs an der Stelle des ehemaligen Franziskanerklosters, das 1698 den Jesuiten übergeben worden war. Nach Knolls Tod 1704 wurde das Jesuitenkolleg von seinem Mitarbeiter Martin Frantz fertiggestellt.